# فرس البحر كبير البطن
فرس البحر كبير البطن (الاسم العلمي: Hippocampus abdominalis) (بالإنجليزية: Big-belly seahorse)‏ هو نوع من الأسماك يتبع جنس فرس البحر من فصيلة زمارات البحر.